# Río Arriba (Fajardo)
Río Arriba es un barrio ubicado en el municipio de Fajardo en el estado libre asociado de Puerto Rico. En el Censo de 2010 tenía una población de 1377 habitantes y una densidad poblacional de 62,12 personas por km².

## Geografía
Río Arriba se encuentra ubicado en las coordenadas 18°17′26″N 65°43′36″O / 18.29056, -65.72667. Según la Oficina del Censo de los Estados Unidos, Río Arriba tiene una superficie total de 22.17 km², de la cual 22.16 km² corresponden a tierra firme y (0.01%) 0 km² es agua.

## Demografía
Según el censo de 2010, había 1377 personas residiendo en Río Arriba. La densidad de población era de 62,12 hab./km². De los 1377 habitantes, Río Arriba estaba compuesto por el 68.12% blancos, el 18.74% eran afroamericanos, el 0.22% eran amerindios, el 0.15% eran asiáticos, el 0.07% eran isleños del Pacífico, el 6.9% eran de otras razas y el 5.81% pertenecían a dos o más razas. Del total de la población el 99.42% eran hispanos o latinos de cualquier raza.